# Знаки почтовой оплаты СССР (1937)
Зна́ки почто́вой опла́ты СССР (1937) — перечень (каталог) знаков почтовой оплаты (почтовых марок), введённых в обращение дирекцией по изданию и экспедированию знаков почтовой оплаты Народного комиссариата связи СССР в 1937 году.
С февраля по декабрь 1937 года было выпущено 37 почтовых марок, в том числе 29 памятных (коммеморативных) и 8 стандартных: 6 — третьего и 2 — четвёртого стандартного выпуска СССР, для которых использовались рисунки марок предыдущего выпуска. В почтовое обращение официально поступали разновидности марок как в беззубцовом, так и в перфорированном виде. Тематика коммеморативных марок охватывала знаменательные даты, была посвящена памяти выдающихся партийных деятелей, а также архитектуре Москвы и авиации СССР (серия авиапочтовых марок и блок).

## Список коммеморативных (памятных) марок
Порядок следования элементов в таблице соответствует номеру по каталогу марок СССР (ЦФА), в скобках приведены номера по каталогу «Михель».
| № по каталогу                                                 | Изображение | Описание и источники                                                                                     | Номинал        | Дата выпуска         | Тираж      | Художник         |
| ------------------------------------------------------------- | ----------- | --- | -------------- | -------------------- | ---------- | ---------------- |
| (ЦФА [АО «Марка»] № 536) (Mi #549)                            |             | Серия «100-летие со дня смерти поэта А. С. Пушкина»: - Портрет А. С. Пушкина, светло-коричневая.         | 0,10 руб.      | 10 февраля 1937 года | 7 500 000  | Василий Завьялов |
| (ЦФА [АО «Марка»] № 537) (Mi #550)                            |             | Серия «100-летие со дня смерти поэта А. С. Пушкина»: - Портрет А. С. Пушкина, сине-зелёная.              | 0,20 руб.      | 10 февраля 1937 года | 18 100 000 | Василий Завьялов |
| (ЦФА [АО «Марка»] № 538) (Mi #551)                            |             | Серия «100-летие со дня смерти поэта А. С. Пушкина»: - Портрет А. С. Пушкина, лиловая.                   | 0,40 руб.      | 10 февраля 1937 года | 16 700 000 | Василий Завьялов |
| (ЦФА [АО «Марка»] № 539) (Mi #552)                            |             | Серия «100-летие со дня смерти поэта А. С. Пушкина»: - Памятник А. С. Пушкину в Москве, синяя.           | 0,50 руб.      | 10 февраля 1937 года | 980 000    | Василий Завьялов |
| (ЦФА [АО «Марка»] № 540) (Mi #553)                            |             | Серия «100-летие со дня смерти поэта А. С. Пушкина»: - Памятник А. С. Пушкину в Москве, красная.         | 0,80 руб.      | 10 февраля 1937 года | 6 200 000  | Василий Завьялов |
| (ЦФА [АО «Марка»] № 541) (Mi #554)                            |             | Серия «100-летие со дня смерти поэта А. С. Пушкина»: - Памятник А. С. Пушкину в Москве, зелёная.         | 1,00 руб.      | 10 февраля 1937 года | 810 000    | Василий Завьялов |
| (ЦФА [АО «Марка»] № 542) (Mi #555) (Mi #556)                  |             | Серия «100-летие со дня смерти поэта А. С. Пушкина»: - Почтовый блок «А. С. Пушкин 1837—1937».           | 0,10+0,50 руб. | 16 февраля 1937 года | 140 000    | Василий Завьялов |
| (ЦФА [АО «Марка»] № 543) (Mi #558)                            |             | Серия «Архитектура Москвы»: - Театр на площади Маяковского, лиловая.                                     | 0,03 руб.      | 16 июня 1937 года    | 650 000    | Наум Боров       |
| (ЦФА [АО «Марка»] № 544) (Mi #559)                            |             | Серия «Архитектура Москвы»: - Здание ТАСС, красно-коричневая.                                            | 0,05 руб.      | 16 июня 1937 года    | 800 000    | Наум Боров       |
| (ЦФА [АО «Марка»] № 545) (Mi #560)                            |             | Серия «Архитектура Москвы»: - Театр на площади Маяковского, серо-коричневая.                             | 0,10 руб.      | 16 июня 1937 года    | 620 000    | Наум Боров       |
| (ЦФА [АО «Марка»] № 546) (Mi #561)                            |             | Серия «Архитектура Москвы»: - Здание ТАСС, чёрная.                                                       | 0,15 руб.      | 16 июня 1937 года    | 500 000    | Наум Боров       |
| (ЦФА [АО «Марка»] № 547) (Mi #562)                            |             | Серия «Архитектура Москвы»: - Центральный театр Советской Армии, серо-зелёная.                           | 0,20 руб.      | 16 июня 1937 года    | 420 000    | Наум Боров       |
| (ЦФА [АО «Марка»] № 548) (Mi #563)                            |             | Серия «Архитектура Москвы»: - Гостиница «Москва», чёрная.                                                | 0,30 руб.      | 16 июня 1937 года    | 130 000    | Наум Боров       |
| (ЦФА [АО «Марка»] № 549) (Mi #564)                            |             | Серия «Архитектура Москвы»: - Дворец Советов, фиолетовая.                                                | 0,40 руб.      | 16 июня 1937 года    | 200 000    | Наум Боров       |
| (ЦФА [АО «Марка»] № 550) (Mi #565)                            |             | Серия «Архитектура Москвы»: - Центральный театр Советской Армии, коричневая.                             | 0,50 руб.      | 16 июня 1937 года    | 200 000    | Наум Боров       |
| (ЦФА [АО «Марка»] № 551) (ЦФА [АО «Марка»] № 551-I) (Mi #557) |             | Серия «Архитектура Москвы»: - Почтовый блок «I-й Всесоюзный съезд архитекторов».                         | 4×0,40 руб.    | 16 июня 1937 года    | 84 000     | Наум Боров       |
| (ЦФА [АО «Марка»] № 552) (Mi #566)                            |             | Серия «Памяти Ф. Дзержинского»: - Портрет Ф. Дзержинского, светло-коричневая.                            | 0,10 руб.      | 27 июля 1937 года    | 3 500 000  | Василий Завьялов |
| (ЦФА [АО «Марка»] № 553) (Mi #567)                            |             | Серия «Памяти Ф. Дзержинского»: - Портрет Ф. Дзержинского, тёмно-зелёная.                                | 0,20 руб.      | 27 июля 1937 года    | 3 000 000  | Василий Завьялов |
| (ЦФА [АО «Марка»] № 554) (Mi #568)                            |             | Серия «Памяти Ф. Дзержинского»: - Портрет Ф. Дзержинского, тёмно-лиловая.                                | 0,40 руб.      | 27 июля 1937 года    | 2 200 000  | Василий Завьялов |
| (ЦФА [АО «Марка»] № 555) (Mi #569)                            |             | Серия «Памяти Ф. Дзержинского»: - Портрет Ф. Дзержинского, карминовая.                                   | 0,80 руб.      | 27 июля 1937 года    | 1 000 000  | Василий Завьялов |
| (ЦФА [АО «Марка»] № 560) (Mi #571x)                           |             | Авиапочта. Серия «Самолёты СССР»: - Самолёт Я-7, чёрная, красно-коричневая на кремовом фоне.             | 0,10 руб.      | 15 ноября 1937 года  | 1 200 000  | Василий Завьялов |
| (ЦФА [АО «Марка»] № 560) (Mi #571y)                           |             | Авиапочта. Серия «Самолёты СССР»: - Самолёт Я-7, чёрная, красно-коричневая.                              | 0,10 руб.      | 23 декабря 1937 года | 1 200 000  | Василий Завьялов |
| (ЦФА [АО «Марка»] № 561) (Mi #572x)                           |             | Авиапочта. Серия «Самолёты СССР»: - Самолёт АНТ-9, чёрная, зелёная на кремовом фоне.                     | 0,20 руб.      | 15 ноября 1937 года  | 1 000 000  | Василий Завьялов |
| (ЦФА [АО «Марка»] № 561) (Mi #572y)                           |             | Авиапочта. Серия «Самолёты СССР»: - Самолёт АНТ-9, чёрная, зелёная.                                      | 0,20 руб.      | 23 декабря 1937 года | 1 000 000  | Василий Завьялов |
| (ЦФА [АО «Марка»] № 562) (Mi #573x)                           |             | Авиапочта. Серия «Самолёты СССР»: - Самолёт АНТ-6, чёрная, коричневая на кремовом фоне.                  | 0,30 руб.      | 15 ноября 1937 года  | 1 000 000  | Василий Завьялов |
| (ЦФА [АО «Марка»] № 562) (Mi #573y)                           |             | Авиапочта. Серия «Самолёты СССР»: - Самолёт АНТ-6, чёрная, коричневая.                                   | 0,30 руб.      | 23 декабря 1937 года | 1 000 000  | Василий Завьялов |
| (ЦФА [АО «Марка»] № 563) (Mi #574x)                           |             | Авиапочта. Серия «Самолёты СССР»: - «Амфибия» ОСГА-101, чёрно-коричневая, лиловая на кремовом фоне.      | 0,40 руб.      | 15 ноября 1937 года  | 750 000    | Василий Завьялов |
| (ЦФА [АО «Марка»] № 563) (Mi #574y)                           |             | Авиапочта. Серия «Самолёты СССР»: - «Амфибия» ОСГА-101, чёрно-коричневая, лиловая.                       | 0,40 руб.      | 23 декабря 1937 года | 750 000    | Василий Завьялов |
| (ЦФА [АО «Марка»] № 564) (Mi #575x)                           |             | Авиапочта. Серия «Самолёты СССР»: - Самолёт АНТ-4, чёрная, фиолетовая на кремовом фоне.                  | 0,50 руб.      | 15 ноября 1937 года  | 1 000 000  | Василий Завьялов |
| (ЦФА [АО «Марка»] № 564) (Mi #575y)                           |             | Авиапочта. Серия «Самолёты СССР»: - Самолёт АНТ-4, чёрная, фиолетовая.                                   | 0,50 руб.      | 23 декабря 1937 года | 1 000 000  | Василий Завьялов |
| (ЦФА [АО «Марка»] № 565) (Mi #576x)                           |             | Авиапочта. Серия «Самолёты СССР»: - Самолёт АНТ-20 «Максим Горький», коричневая, синяя на кремовом фоне. | 0,80 руб.      | 15 ноября 1937 года  | 1 000 000  | Василий Завьялов |
| (ЦФА [АО «Марка»] № 565) (Mi #576y)                           |             | Авиапочта. Серия «Самолёты СССР»: - Самолёт АНТ-20 «Максим Горький», коричневая, синяя.                  | 0,80 руб.      | 23 декабря 1937 года | 1 000 000  | Василий Завьялов |
| (ЦФА [АО «Марка»] № 566) (Mi #577x)                           |             | Авиапочта. Серия «Самолёты СССР»: - Самолёт АНТ-14 чёрная, коричневая на жёлтом фоне.                    | 1,00 руб.      | 15 ноября 1937 года  | 500 000    | Василий Завьялов |
| (ЦФА [АО «Марка»] № 566) (Mi #577y)                           |             | Авиапочта. Серия «Самолёты СССР»: - Самолёт АНТ-14 чёрная, коричневая.                                   | 1,00 руб.      | 23 декабря 1937 года | 500 000    | Василий Завьялов |
| (ЦФА [АО «Марка»] № 567) (Mi #570)                            |             | Авиапочта. Серия «Самолёты СССР»: - Почтовый блок.                                                       | 4×1,00 руб.    | 15 ноября 1937 года  | 60 000     | Василий Завьялов |
| (ЦФА [АО «Марка»] № 579) (Mi #613)                            |             | Серия «Государственные гербы СССР и союзных республик»: - Герб СССР.                                     | 0,40 руб.      | 11 декабря 1937 года | 11 700 000 | Иосиф Ганф       |

## Выпуски стандартных марок

### Третий выпуск стандартных марок (1929—1941)
В 1937 году продолжена эмиссия стандартных почтовых марок третьего стандартного выпуска СССР.
Порядок следования элементов в таблице соответствует номеру по каталогу марок СССР (ЦФА), в скобках приведены номера по каталогу «Михель».
| № по каталогу                          | Изображение | Описание и источники | Номинал   | Дата выпуска  | Тираж    | Художник         |
| -------------------------------------- | ----------- | -------------------- | --------- | ------------- | -------- | ---------------- |
| (ЦФА [АО «Марка»] № 342А) (Mi #674IB)  |             | Колхозница.          | 0,04 руб. | 1937 год      | массовый | Дмитрий Голядкин |
| (ЦФА [АО «Марка»] № 343) (Mi #675IA)   |             | Красноармеец.        | 0,05 руб. | май 1937 года | массовый | Дмитрий Голядкин |
| (ЦФА [АО «Марка»] № 344) (Mi #A676IA)  |             | Рабочий.             | 0,10 руб. | май 1937 года | массовый | Александр Волков |
| (ЦФА [АО «Марка»] № 344А) (Mi #A676IB) |             | Рабочий.             | 0,10 руб. | 1937 год      | массовый | Александр Волков |
| (ЦФА [АО «Марка»] № 345) (Mi #680IA)   |             | Крестьянин.          | 0,20 руб. | май 1937 года | массовый | В. Корзун        |
| (ЦФА [АО «Марка»] № 345А) (Mi #680B)   |             | Крестьянин.          | 0,20 руб. | 1937 год      | массовый | В. Корзун        |

### Четвёртый выпуск стандартных марок (1936—1953)
В 1937 году продолжена эмиссия стандартных почтовых марок четвёртого стандартного выпуска СССР. Выпуск марок четвёртого стандартного выпуска, для которых использовались рисунки марок предыдущего выпуска, был начат в июле 1936 года. Марки печатались типографским способом на обыкновенной и мелованной (марка номиналом в 40 копеек) бумаге, с зубцами. Марки четвёртого стандартного выпуска неоднократно переиздавались на белой и сероватой бумаге с белым и жёлтым клеем, имеют многочисленные оттенки цвета.
Порядок следования элементов в таблице соответствует номеру по каталогу марок СССР (ЦФА), в скобках приведены номера по каталогу «Михель».
| № по каталогу                       | Изображение | Описание и источники  | Номинал   | Дата выпуска      | Тираж    | Художник                                  |
| ----------------------------------- | ----------- | --------------------- | --------- | ----------------- | -------- | ----------------------------------------- |
| (ЦФА [АО «Марка»] № 558) (Mi #578A) |             | Колхозница.           | 0,20 руб. | июль 1937 года    | массовый | Дмитрий Голядкин                          |
| (ЦФА [АО «Марка»] № 559) (Mi #579A) |             | Портрет В. И. Ленина. | 0,40 руб. | декабрь 1937 года | массовый | фото Петра Оцупа, гравёр Альфред Эберлинг |

## Комментарии
1. ↑  Коммеморативные марки — обобщённое название специальных художественных (памятных, юбилейных и других) почтовых марок. Для упрощения терминологии в случаях, когда требуется лишь подчеркнуть, что данная марка не является общеупотребляемой (то есть стандартной), под термином «коммеморативная марка» подразумевают, кроме перечисленных выше, также тематические (рисунки которых, посвящены определённой теме коллекционирования) марки. Также все упомянутые марки, объединённые термином «коммеморативная», имеют общую черту: как правило, такие марки изготовляются на высоком полиграфическом уровне[5].
2. ↑  Ниже приведён перечень памятных художественных марок (с возможностью сортировки по номиналу, тиражу и дате введения в обращение).
3. ↑  Серия «100-летие со дня смерти поэта А. С. Пушкина»: портрет А. С. Пушкина, светло-коричневая. Печать типографская на мелованной бумаге без водяного знака, перфорирована: линейная зубцовка 12½ (на каждые 2 сантиметра края марки приходится 12½ зубцов). Разновидности по зубцовке:  (ЦФА [АО «Марка»] № 536)  (Mi #549A) — линейная 12½;  (ЦФА [АО «Марка»] № 536А)  (Mi #549C) — комбинированная линейная 14:12½;  (ЦФА [АО «Марка»] № 536Б)  (Mi #549D) — комбинированная линейная 11:12½;  (ЦФА [АО «Марка»] № 536В)  (Mi #549E) — линейная 11;  (ЦФА [АО «Марка»] № 536Г)  (Mi #549F) — линейная 14;  (ЦФА [АО «Марка»] № 536Е)  (Mi #549G) — комбинированная линейная 12½:14;  (ЦФА [АО «Марка»] № 536И)  (Mi #555) — без зубцов (из блока  (ЦФА [АО «Марка»] № 542), является источником для изготовления фальсификатов редких зубцовок разновидностей марки  (ЦФА [АО «Марка»] № 536)) (все вышеперечисленные разновидности отпечатаны 10 февраля 1937 года на мелованной бумаге[10]), а также переизданная в июле 1937 года разновидность  (ЦФА [АО «Марка»] № 536Д)  (Mi #549H) с комбинированной гребенчатой зубцовкой 12½:12 на простой бумаге. В марочных листах по 50 (10×5) марок[1][11][12].
4. ↑  Серия «100-летие со дня смерти поэта А. С. Пушкина»: портрет А. С. Пушкина, сине-зелёная. Печать типографская на мелованной бумаге без водяного знака, перфорирована: линейная зубцовка 12½ (на каждые 2 сантиметра края марки приходится 12½ зубцов). Разновидности по зубцовке:  (ЦФА [АО «Марка»] № 537)  (Mi #550A) — линейная 12½;  (ЦФА [АО «Марка»] № 537А)  (Mi #550C) — комбинированная линейная 14:12½;  (ЦФА [АО «Марка»] № 537Б)  (Mi #550D) — комбинированная линейная 11:12½;  (ЦФА [АО «Марка»] № 537В)  (Mi #550E) — линейная 11;  (ЦФА [АО «Марка»] № 537Г)  (Mi #550F) — линейная 14 (все вышеперечисленные разновидности отпечатаны 10 февраля 1937 года на мелованной бумаге[10]), а также переизданная в июле 1937 года разновидность  (ЦФА [АО «Марка»] № 537Д)  (Mi #550H) с комбинированной гребенчатой зубцовкой 12½:12 на простой бумаге и  (ЦФА [АО «Марка»] № 537ДА) — линейная 12½ на простой бумаге. В марочных листах по 50 (10×5) марок[1][11][12].
5. ↑  Серия «100-летие со дня смерти поэта А. С. Пушкина»: портрет А. С. Пушкина, лиловая. Печать типографская на мелованной бумаге без водяного знака, перфорирована: линейная зубцовка 12½ (на каждые 2 сантиметра края марки приходится 12½ зубцов). Разновидности по зубцовке:  (ЦФА [АО «Марка»] № 538)  (Mi #551A) — линейная 12½;  (ЦФА [АО «Марка»] № 538А)  (Mi #551C) — комбинированная линейная 14:12½;  (ЦФА [АО «Марка»] № 538Б)  (Mi #551D) — комбинированная линейная 11:12½;  (ЦФА [АО «Марка»] № 538В)  (Mi #551E) — линейная 11;  (ЦФА [АО «Марка»] № 538Г)  (Mi #551F) — линейная 14;  (ЦФА [АО «Марка»] № 538Ж)  (Mi #551H) — комбинированная гребенчатая зубцовка 12½:12 (все вышеперечисленные разновидности отпечатаны 10 февраля 1937 года на мелованной бумаге[10]), а также переизданная в июле 1937 года разновидность  (ЦФА [АО «Марка»] № 538Д)  (Mi #551H) с комбинированной гребенчатой зубцовкой 12½:12 на простой бумаге. В марочных листах по 50 (10×5) марок[1][11][12].
6. ↑  Серия «100-летие со дня смерти поэта А. С. Пушкина»: памятник А. С. Пушкину в Москве, синяя. Печать типографская на мелованной бумаге без водяного знака, перфорирована: линейная зубцовка 12½ (на каждые 2 сантиметра края марки приходится 12½ зубцов). Разновидности по зубцовке:  (ЦФА [АО «Марка»] № 539)  (Mi #552A) — линейная 12½;  (ЦФА [АО «Марка»] № 539А)  (Mi #552C) — комбинированная линейная 14:12½;  (ЦФА [АО «Марка»] № 539Б)  (Mi #552D) — комбинированная линейная 11:12½;  (ЦФА [АО «Марка»] № 539Г)  (Mi #552F) — линейная 14 (все вышеперечисленные разновидности отпечатаны 10 февраля 1937 года на мелованной бумаге[10]), а также переизданная в июле 1937 года разновидность  (ЦФА [АО «Марка»] № 539Д)  (Mi #552H) с комбинированной гребенчатой зубцовкой 12½:12 на простой бумаге. В марочных листах по 50 (10×5) марок[1][11][12].
7. ↑  Серия «100-летие со дня смерти поэта А. С. Пушкина»: памятник А. С. Пушкину в Москве, красная. Печать типографская на мелованной бумаге без водяного знака, перфорирована: линейная зубцовка 12½ (на каждые 2 сантиметра края марки приходится 12½ зубцов). Разновидности по зубцовке:  (ЦФА [АО «Марка»] № 540)  (Mi #553A) — линейная 12½;  (ЦФА [АО «Марка»] № 540А)  (Mi #553C) — комбинированная линейная 14:12½;  (ЦФА [АО «Марка»] № 540Б)  (Mi #553D) — комбинированная линейная 11:12½ (все вышеперечисленные разновидности отпечатаны 10 февраля 1937 года на мелованной бумаге[10]), а также переизданная в июле 1937 года разновидность  (ЦФА [АО «Марка»] № 540Д)  (Mi #553H) с комбинированной гребенчатой зубцовкой 12½:12 на простой бумаге. В марочных листах по 50 (10×5) марок[1][11][12].
8. ↑  Серия «100-летие со дня смерти поэта А. С. Пушкина»: памятник А. С. Пушкину в Москве, зелёная. Печать типографская на мелованной бумаге без водяного знака, перфорирована: линейная зубцовка 12½ (на каждые 2 сантиметра края марки приходится 12½ зубцов). Разновидности по зубцовке:  (ЦФА [АО «Марка»] № 541)  (Mi #554A) — линейная 12½;  (ЦФА [АО «Марка»] № 541А)  (Mi #554C) — комбинированная линейная 14:12½;  (ЦФА [АО «Марка»] № 541Б)  (Mi #554D) — комбинированная линейная 11:12½ (все вышеперечисленные разновидности отпечатаны 10 февраля 1937 года на мелованной бумаге[10]). В марочных листах по 50 (10×5) марок[1][11][12].
9. ↑  Серия «100-летие со дня смерти поэта А. С. Пушкина»: почтовый блок «А. С. Пушкин 1837 — 1937» 105×90 мм на мелованной бумаге, коричневый. В блоке марки:  (ЦФА [АО «Марка»] № 536)  (Mi #555) +  (ЦФА [АО «Марка»] № 539) (в изменённом цвете)  (Mi #556). Печать типографская на мелованной бумаге без водяного знака, марки без зубцов (из блока). Разновидность блока  (ЦФА [АО «Марка»] № 542Д) напечатана на простой бумаге[1][11][13].
10. ↑  Серия «Архитектура Москвы»: театр на площади Маяковского, лиловая. Фототипия на бумаге без водяного знака, перфорирована: линейная зубцовка 12½ (на каждые 2 сантиметра края марки приходится 12½ зубцов). Разновидности  (ЦФА [АО «Марка»] № 543Б)  (Mi #558B) — без зубцов. В марочных листах по 72 (9×8) марок[1][14][15].
11. ↑  Серия «Архитектура Москвы»: здание ТАСС, красно-коричневая. Фототипия на бумаге без водяного знака, перфорирована: линейная зубцовка 12½ (на каждые 2 сантиметра края марки приходится 12½ зубцов). Разновидности  (ЦФА [АО «Марка»] № 544Б)  (Mi #559B) — без зубцов. В марочных листах по 72 (9×8) марок[1][14][15].
12. ↑  Серия «Архитектура Москвы»: театр на площади Маяковского, серо-коричневая. Фототипия на бумаге без водяного знака, перфорирована: линейная зубцовка 12½ (на каждые 2 сантиметра края марки приходится 12½ зубцов). Разновидности  (ЦФА [АО «Марка»] № 545Б)  (Mi #560B) — без зубцов. В марочных листах по 64 (8×8) марок[1][14][15].
13. ↑  Серия «Архитектура Москвы»: здание ТАСС, чёрная. Фототипия на бумаге без водяного знака, перфорирована: линейная зубцовка 12½ (на каждые 2 сантиметра края марки приходится 12½ зубцов). Разновидности  (ЦФА [АО «Марка»] № 546Б)  (Mi #561B) — без зубцов. В марочных листах по 72 (9×8) марок[1][14][15].
14. ↑  Серия «Архитектура Москвы»: центральный театр Советской Армии, серо-зелёная. Фототипия на бумаге без водяного знака, перфорирована: линейная зубцовка 12½ (на каждые 2 сантиметра края марки приходится 12½ зубцов). Разновидности  (ЦФА [АО «Марка»] № 547Б)  (Mi #562B) — без зубцов. В марочных листах по 56 (8×7) марок[1][14][15].
15. ↑  Серия «Архитектура Москвы»: гостиница «Москва», чёрная. Фототипия на бумаге с водяным знаком «ковёр»,  (ЦФА [АО «Марка»] № 548)  (Mi #563A) перфорирована: линейная зубцовка 12½ (на каждые 2 сантиметра края марки приходится 12½ зубцов). Разновидности по зубцовке:  (ЦФА [АО «Марка»] № 548А)  (Mi #563C) — линейная 11;  (ЦФА [АО «Марка»] № 548Б)  (Mi #563B) — без зубцов. В марочных листах по 65 (5×13) марок[1][14][15].
16. ↑  Серия «Архитектура Москвы»: Дворец Советов, фиолетовая. Фототипия на бумаге без водяного знака, перфорирована: линейная зубцовка 12½ (на каждые 2 сантиметра края марки приходится 12½ зубцов). Разновидности  (ЦФА [АО «Марка»] № 549Б)  (Mi #564B) — без зубцов. В марочных листах по 65 (5×13) марок[1][14][15].
17. ↑  Серия «Архитектура Москвы»: центральный театр Советской Армии, коричневая. Фототипия на бумаге без водяного знака, перфорирована: линейная зубцовка 12½ (на каждые 2 сантиметра края марки приходится 12½ зубцов). Разновидности  (ЦФА [АО «Марка»] № 550Б)  (Mi #565B) — без зубцов. В марочных листах по 72 (9×8) марок[1][14][15].
18. ↑  Серия «Архитектура Москвы»: почтовый блок «I-й Всесоюзный съезд архитекторов» 120×90 мм из четырёх марок  (ЦФА [АО «Марка»] № 549А) Дворец Советов, без зубцов (из блока), фиолетовая. Фототипия на бумаге без водяного знака, фиолетовый (марки) и печать типографская текст: «Первый Всесоюзный съезд архитекторов Москва — 1937» — светло-коричневый. Разновидность: блок  (ЦФА [АО «Марка»] № 551-I) размерами 120×84 мм — без надпечатки текста[1][14][16].
19. ↑  Серия «Памяти Ф. Дзержинского»: портрет Ф. Дзержинского светло-коричневая. Печать типографская на мелованной бумаге без водяного знака,  (ЦФА [АО «Марка»] № 552)  (Mi #566A) — перфорирована: линейная зубцовка 12½ (на каждые 2 сантиметра края марки приходится 12½ зубцов). Разновидность  (ЦФА [АО «Марка»] № 552Б)  (Mi #554B) — без зубцов. В марочных листах по 50 (10×5) марок[1][17][18].
20. ↑  Серия «Памяти Ф. Дзержинского»: портрет Ф. Дзержинского тёмно-зелёная. Печать типографская на мелованной бумаге без водяного знака,  (ЦФА [АО «Марка»] № 553)  (Mi #567A) — перфорирована: линейная зубцовка 12½ (на каждые 2 сантиметра края марки приходится 12½ зубцов). Разновидность  (ЦФА [АО «Марка»] № 553Б)  (Mi #557B) — без зубцов. В марочных листах по 50 (10×5) марок[1][17][18].
21. ↑  Серия «Памяти Ф. Дзержинского»: портрет Ф. Дзержинского тёмно-лиловая. Печать типографская на мелованной бумаге без водяного знака,  (ЦФА [АО «Марка»] № 554)  (Mi #568A) — перфорирована: линейная зубцовка 12½ (на каждые 2 сантиметра края марки приходится 12½ зубцов). Разновидность  (ЦФА [АО «Марка»] № 554Б)  (Mi #558B) — без зубцов. В марочных листах по 50 (10×5) марок[1][17][18].
22. ↑  Серия «Памяти Ф. Дзержинского»: портрет Ф. Дзержинского карминовая. Печать типографская на мелованной бумаге без водяного знака,  (ЦФА [АО «Марка»] № 555)  (Mi #569A) — перфорирована: линейная зубцовка 12½ (на каждые 2 сантиметра края марки приходится 12½ зубцов). Разновидность  (ЦФА [АО «Марка»] № 555Б)  (Mi #559B) — без зубцов. В марочных листах по 50 (10×5) марок[1][17][18].
23. ↑  Авиапочта. Серия авиапочтовых марок «Самолёты СССР»: Самолёт Я-7, чёрная, красно-коричневая на кремовом фоне. Фототипия на плотной кремовой бумаге с водяным знаком «1» на полях марочного листа, перфорирована: линейная зубцовка 12½ (на каждые 2 сантиметра края марки приходится 12½ зубцов). В марочных листах по 105 (7×15) марок[1][19][18].
24. 1 2  Суммарный тираж всех разновидностей марок  (ЦФА [АО «Марка»] № 560)  (Mi #571x) и  (Mi #571y)[1][19][18].
25. ↑  Авиапочта. Серия авиапочтовых марок «Самолёты СССР»: самолёт Я-7, чёрная, красно-коричневая. Фототипия на плотной бумаге с водяным знаком «1» на полях марочного листа, перфорирована: линейная зубцовка 12½ (на каждые 2 сантиметра края марки приходится 12½ зубцов). В марочных листах по 105 (7×15) марок[1][19][18].
26. ↑  Авиапочта. Серия авиапочтовых марок «Самолёты СССР»: самолёт АНТ-9, чёрная, зелёная на кремовом фоне. Фототипия на плотной кремовой бумаге с водяным знаком «1» на полях марочного листа, перфорирована: линейная зубцовка 12½ (на каждые 2 сантиметра края марки приходится 12½ зубцов). В марочных листах по 105 (7×15) марок[1][19][18].
27. 1 2  Суммарный тираж всех разновидностей марок  (ЦФА [АО «Марка»] № 561)  (Mi #572x) и  (Mi #572y)[1][19][18].
28. ↑  Авиапочта. Серия авиапочтовых марок «Самолёты СССР»: самолёт АНТ-9, чёрная, зелёная. Фототипия на плотной бумаге с водяным знаком «1» на полях марочного листа, перфорирована: линейная зубцовка 12½ (на каждые 2 сантиметра края марки приходится 12½ зубцов). В марочных листах по 105 (7×15) марок[1][19][18].
29. ↑  Авиапочта. Серия авиапочтовых марок «Самолёты СССР»: самолёт АНТ-6, чёрная, коричневая на кремовом фоне. Фототипия на плотной кремовой бумаге с водяным знаком «1» на полях марочного листа, перфорирована: линейная зубцовка 12½ (на каждые 2 сантиметра края марки приходится 12½ зубцов). В марочных листах по 105 (7×15) марок[1][19][18].
30. 1 2  Суммарный тираж всех разновидностей марок  (ЦФА [АО «Марка»] № 562)  (Mi #573x) и  (Mi #573y)[1][19][18].
31. ↑  Авиапочта. Серия авиапочтовых марок «Самолёты СССР»: самолёт АНТ-6, чёрная, коричневая. Фототипия на плотной бумаге с водяным знаком «1» на полях марочного листа, перфорирована: линейная зубцовка 12½ (на каждые 2 сантиметра края марки приходится 12½ зубцов). В марочных листах по 105 (7×15) марок[1][19][18].
32. ↑  Авиапочта. Серия авиапочтовых марок «Самолёты СССР»: «Амфибия» ОСГА-101, чёрно-коричневая, лиловая на кремовом фоне. Фототипия на плотной кремовой бумаге с водяным знаком «1» на полях марочного листа, перфорирована: линейная зубцовка 12½ (на каждые 2 сантиметра края марки приходится 12½ зубцов). В марочных листах по 105 (7×15) марок[1][19][18].
33. 1 2  Суммарный тираж всех разновидностей марок  (ЦФА [АО «Марка»] № 563)  (Mi #574x) и  (Mi #574y)[1][19][18].
34. ↑  Авиапочта. Серия авиапочтовых марок «Самолёты СССР»: «Амфибия» ОСГА-101, чёрно-коричневая, лиловая. Фототипия на плотной бумаге с водяным знаком «1» на полях марочного листа, перфорирована: линейная зубцовка 12½ (на каждые 2 сантиметра края марки приходится 12½ зубцов). В марочных листах по 105 (7×15) марок[1][19][18].
35. ↑  Авиапочта. Серия авиапочтовых марок «Самолёты СССР»: самолёт АНТ-4, чёрная, фиолетовая на кремовом фоне. Фототипия на плотной кремовой бумаге без водяного знака на полях марочного листа, перфорирована: линейная зубцовка 12½ (на каждые 2 сантиметра края марки приходится 12½ зубцов). В марочных листах по 105 (7×15) марок[1][19][18].
36. 1 2  Суммарный тираж всех разновидностей марок  (ЦФА [АО «Марка»] № 564)  (Mi #575x) и  (Mi #575y)[1][19][18].
37. ↑  Авиапочта. Серия авиапочтовых марок «Самолёты СССР»: самолёт АНТ-4, чёрная, фиолетовая. Фототипия на плотной бумаге без водяного знака на полях марочного листа, перфорирована: линейная зубцовка 12½ (на каждые 2 сантиметра края марки приходится 12½ зубцов). В марочных листах по 105 (7×15) марок[1][19][18].
38. ↑  Авиапочта. Серия авиапочтовых марок «Самолёты СССР»: самолёт АНТ-20 «Максим Горький», коричневая, синяя на кремовом фоне. Фототипия на плотной кремовой бумаге без водяного знака на полях марочного листа, перфорирована: линейная зубцовка 12½ (на каждые 2 сантиметра края марки приходится 12½ зубцов). В марочных листах по 75 (5×15) марок[1][19][18].
39. 1 2  Суммарный тираж всех разновидностей марок  (ЦФА [АО «Марка»] № 565)  (Mi #576x) и  (Mi #576y)[1][19][18].
40. ↑  Авиапочта. Серия авиапочтовых марок «Самолёты СССР»: самолёт АНТ-20 «Максим Горький», коричневая, синяя. Фототипия на плотной бумаге без водяного знака на полях марочного листа, перфорирована: линейная зубцовка 12½ (на каждые 2 сантиметра края марки приходится 12½ зубцов). В марочных листах по 75 (5×15) марок[1][19][18].
41. ↑  Авиапочта. Серия авиапочтовых марок «Самолёты СССР»: самолёт АНТ-14 чёрная, коричневая на жёлтом фоне. Фототипия на плотной кремовой бумаге без водяного знака на полях марочного листа, перфорирована: линейная зубцовка 12½ (на каждые 2 сантиметра края марки приходится 12½ зубцов). В марочных листах по 75 (5×15) марок[1][19][18].
42. 1 2  Суммарный тираж всех разновидностей марок  (ЦФА [АО «Марка»] № 566)  (Mi #577x) и  (Mi #577y)[1][19][18].
43. ↑  Авиапочта. Серия авиапочтовых марок «Самолёты СССР»: самолёт АНТ-14 чёрная, коричневая. Фототипия на плотной бумаге без водяного знака на полях марочного листа, перфорирована: линейная зубцовка 12½ (на каждые 2 сантиметра края марки приходится 12½ зубцов). В марочных листах по 75 (5×15) марок[1][19][18].
44. ↑  Авиапочта. Серия авиапочтовых марок «Самолёты СССР»: почтовый блок 165×90 мм, в блоке 4 марки  (ЦФА [АО «Марка»] № 566-I) (вырезка из блока на простой бумаге, в отличие от беззубцовых марок  (ЦФА [АО «Марка»] № 566), отпечатанных на плотной бумаге сцепками по 3 марки), чёрный, коричневый на жёлтом фоне. Фототипия на простой бумаге без водяного знака, без зубцов. Формально — малый марочный лист[1][19][18].
45. ↑  Продолжение серии из 12 марок см. 1938 год.
46. ↑  Серия «Государственные гербы СССР и союзных республик»: герб СССР, кирпично-красная. Печать типографская на бумаге без водяного знака и металлография, перфорирована: линейная зубцовка 12½ (на каждые 2 сантиметра края марки приходится 12½ зубцов). В марочных листах по 100 (10×10) марок[1][20][21].
47. 1 2  Ниже приведён перечень стандартных марок (с возможностью сортировки по номиналу, тиражу и дате введения в обращение).
48. ↑  Колхозница, лиловая. Печать типографская на бумаге без водяного знака, без зубцов, 100 (10×10) экземпляров на марочных листах[7][24][25].
49. ↑  Красноармеец, красно-коричневая. Печать типографская на бумаге без водяного знака, перфорирована: комбинированная рамочная зубцовка 12:12½ (на каждые 2 сантиметра края марки приходится 12:12½ зубцов). В марочных листах по 100 (10×10) марок[7][24][25].
50. ↑  Рабочий, оливковая. Печать типографская на бумаге без водяного знака, перфорирована: комбинированная рамочная зубцовка 12:12½ (на каждые 2 сантиметра края марки приходится 12:12½ зубцов). В марочных листах по 100 (10×10) марок[7][24][25].
51. ↑  Рабочий, оливковая. Печать типографская на бумаге без водяного знака, без зубцов, 100 (10×10) экземпляров на марочных листах[7][24][25].
52. ↑  Крестьянин, зелёная. Печать типографская на бумаге без водяного знака, перфорирована: комбинированная рамочная зубцовка 12:12½ (на каждые 2 сантиметра края марки приходится 12:12½ зубцов). В марочных листах по 100 (10×10) марок[7][24][25].
53. ↑  Крестьянин, зелёная. Печать типографская на бумаге без водяного знака, без зубцов, 100 (10×10) экземпляров на марочных листах[7][24][25].
54. ↑  Колхозница, зелёная. Печать типографская на простой бумаге без водяного знака, перфорирована: комбинированная гребенчатая зубцовка 12:12½ (на каждые 2 сантиметра края марки приходится 12:12½ зубцов). В марочных листах по 100 (10×10) марок[1][19][29].
55. ↑  Портрет В. И. Ленина, тёмно-синяя. Печать типографская на мелованной бумаге без водяного знака, перфорирована: комбинированная гребенчатая зубцовка 12:12½ (на каждые 2 сантиметра края марки приходится 12:12½ зубцов). В марочных листах по 100 (10×10) марок[1][19][29].